# Provincia de Asunción
La provincia de Asunción, creada el 31 de diciembre de 1983, es una de las veinte provincias que conforman el departamento de Áncash en el norte del Perú. Limita por el norte con la provincia de Yungay, por el este con las provincias de Carlos Fermín Fitzcarrald y Huari, y por el sur y por el oeste con la provincia de Carhuaz. Se localiza en la vertiente oriental de la cordillera Blanca, dentro de la denominada zona de los Conchucos.
Según estimaciones, cuenta con una población de 8300 habitantes al año 2025. Su capital es el pueblo de Chacas, ubicado sobre los 3350 m s. n. m., en medio de una accidentada orografía. La provincia se divide en 2 distritos: Chacas (447,69 km²) y Acochaca (80,97 km²).
La mitad del territorio provincial se ubica dentro del parque nacional Huascarán, declarado Patrimonio de la Humanidad en 1985. Este territorio tiene cincuenta y dos lagunas y catorce picos nevados a los que se tienen acceso desde las ciudades de Chacas, Pampash, Huallin, Rayán, Cochas y Huecroncocha.

## Historia
El territorio de la actual provincia perteneció por siglos a la administración provincial de Huari. Incluso antes de la llegada de los españoles, la etnia huari se compuso por dos huarangas incas, ichoc y allauca, perteneciendo Chacas a la primera, conformada también por Llamellín y San Luis. Cuando Chacas dejó de tener preponderancia debido al agotamiento de los recursos mineros, el distrito quedó en una suerte de olvido por parte de la administración provincial y regional. Tras la derogación de la ley vial de Augusto B. Leguía, la interconexión por carretera hacia el Callejón de Huaylas se veía más lejana. Nacieron así, los primeros intentos de provincialización por parte de autoridades y ciudadanos chacasinos.
En 1935 se conformó el primer comité encargado de gestionar la creación de la provincia "La Asunción", el grupo se integró por Abel Amez Castillo, Ludovico Amez Hoke, Horacio Cafferata Vargas, Benigno del Río Cueva, Santos Falcón y Alberto León. Los mismos concebirían en 1943, la creación de la provincia de Fitzcarrald con el territorio de ambos distritos y con Chacas como capital; idea inicialmente bien recibida por los sanluisinos. Sin embargo, poco después estos presentaron a su ciudad como capital, ambos proyectos no dieron resultados y fueron abandonados.
Varias décadas después, durante el gobierno de Fernando Belaúnde Terry, el proyecto de provincialización fue reiniciado con la creación del comité pro-provincia el 18 de agosto de 1980, en la alcaldía de Pedro Rodríguez Cunza. Se entregó el memorándum a las Cámaras y la Presidencia de la República el 2 de julio y el 9 de octubre de 1981 respectivamente y tras dos años de gestiones, el 31 de diciembre de 1983, se creó la provincia de Asunción con la Ley N° 23764 con dos distritos circunscritos: Chacas y Acochaca.

Miembros fundadores de la provincia - comisión 1980-1983
Cornelio Aguirre Arteaga, Róbinson Ayala Gride, Misael Noriega Barrón, Máximo Vidal Roca, Pedro Rodríguez Cunza, Ugo de Censi y José Zaragoza Portella, con el apoyo de: Gilberto Arana, Cornelio Aguirre Álvarez, Julian Aguirre Castillo, Atilio Aguirre Moreno, Carlos Aguirre Solís, Leonidas Amez Vega, César Amez Cerna, Dagoberto Amez Egúsquiza, Marco Asencios Falcón, Juan Cerna Amez, Donato Cueva, Manuel Cunza García, Homero del Castillo Vidal, Marco y Godo Díaz Cerna, Santos Falcón, Fidel Hidalgo Solís, Gabriel Huerta Diaz, Niceto Jiménes, Samuel López Juárez, Ludgardo La Puente Aranda, Judith Mariluz Roca, Aníbal Melgarejo Jimeno, Santiago Robles, Aníbal Vega Portella, Carlos Vidal Negreiros.
Saúl Espinoza Milla - Chacas, una historia del sincretismo hispanoamericano (pp. 19-21).

## Geografía

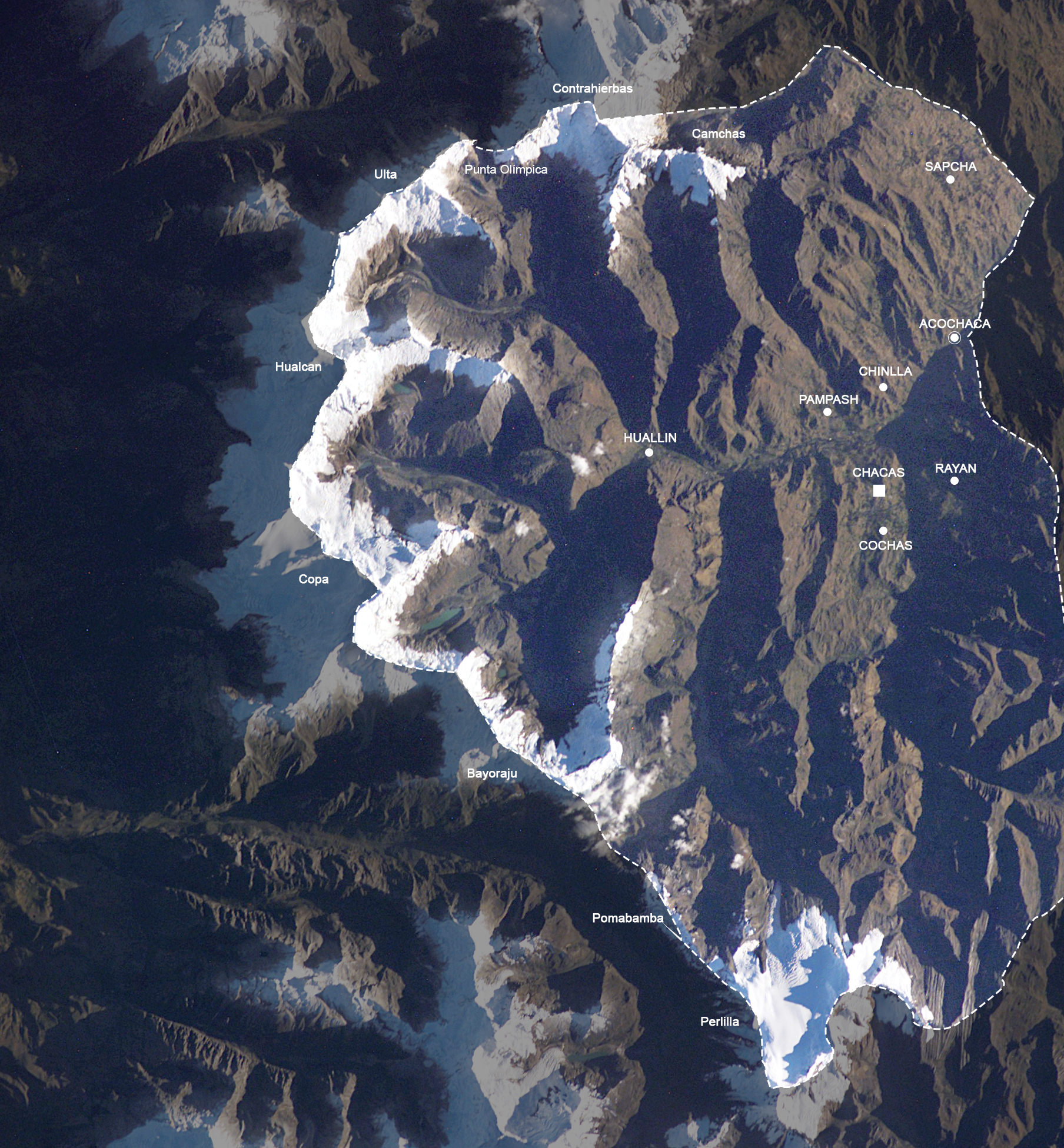
Relieve de la provincia con los principales pueblos.

La orografía de la provincia, se caracteriza por ser sumamente accidentada, con abundancia de terrenos montañosos debido a su ubicación dentro del territorio de la falla Cordillera Blanca que viene levantando toda la Zona de Conchucos desde el periodo cuaternario (2,58 millones de años atrás) a razón de 1 mm/año, mientras que el bloque occidental (Callejón de Huaylas) se hunde. Los estudios de geología sísmica muestran que la falla Cordillera Blanca sigue activa, por lo que se trata de una fuente sismogénica continental o intraplaca, donde pueden ocurrir rupturas violentas con desplazamientos de hasta 3 metros, originando sismos con magnitud de hasta 7,4 ML. Las elevaciones de terrenos con mayor altitud se dan en la zona occidental del distrito por formar parte de la Cordillera Blanca. El pico de mayor altitud del distrito es el Nevado Copa con 6173 m s. n. m.
La provincia de Asunción posee una extensión territorial de 528,66 km² que representa el 1,47 % del territorio departamental. El distrito de Chacas posee una extensión de 447,69 km² que representa en 85 % del territorio provincial; el distrito de Acochaca posee una extensión de 80,97 km², que equivale al 15 % del territorio asunceno.
| Noroeste: Provincia de Carhuaz | Norte: Provincia de Yungay | Noreste: Provincia de Carlos Fermín Fitzcarrald |
| Oeste: Provincia de Carhuaz    |                            | Este: Provincia de Carlos Fermín Fitzcarrald    |
| Suroeste Provincia de Carhuaz  | Sur: Provincia de Carhuaz  | Sureste: Provincia de Huari                     |

### Ecosistemas
Según Javier Pulgar Vidal, Asunción cuenta con las siguientes regiones naturales
- Quechua: comprende desde su punto más bajo, que está en el recorrido del río Chacapata en el distrito de Acochaca aguas al norte a 2500 m s. n. m. y en general el clima es semi templado, caracterizándose así por tener amplias parcelas de frutales a inmediaciones de Acochaca. La capital provincial, Chacas, está ubicada en la parte alta de esta región a 3359 m s. n. m. por lo que su clima es más variado; desde un calor intenso en épocas de sequía a un frío penetrante, con vientos fuertes en épocas de lluvia y durante las noches gélidas de junio y julio, ello por la influencia de la región Suni que la circula.

- Suni o Jalca: se localiza en el declive oriental de la Cordillera Blanca, desde los 3500 m s. n. m., hasta los 4000 m s. n. m. el relieve es generalmente empinado, aunque existen algunas extensiones planas o llanas llamadas pampas, como en la ruta a Patarcocha, Juytush, Camchas, Cruz pampa, etc. Su suelo es propicio para el cultivo de la papa y otros tubérculos. Las plantas típicas de esta región son: Kiswar, saúco, cantuta, quinua, haba, tauri. Los pastores presentan la piel endurecida, cobriza y cuarteada ocasionada por el intenso frío.

- Janca: considerada a partir de los 4800 m s. n. m., Asunción tiene el privilegio de compartir la Cordillera Blanca, En su vertiente oriental. El nevado de Yanarraju ( 5954 m s. n. m.) lo comparte con Yanama (Yungay); el nevado de Pacsac con Carhuaz ( distrito de Shilla), por cuyas inmediaciones atraviesa la carretera Carhuas-Chacas, a través de un tajo abierto en plena cordillera, en el lugar denominado Punta Olímpica. El nevado Copa Grande en cuyo término está la famosa Punta Portachuelo, se comparte con Carhuaz, el nevado Perlilla con Huari y Carhuaz

### Climas
Debido a su ubicación (puna baja) y por estar próxima al trópico, la provincia presenta un marcado contraste de temperaturas las 24 horas del día. Por ejemplo, en un día despejado (julio) la temperatura oscila entre 10° y 30° Centígrados, mientras que en la noche la temperatura oscila entre –3° a 10° centígrados.
- Bosque seco a montano-bajo tropical: Las temperaturas son típicamente templadas, siendo temperaturas ligeramente cálidas durante el día, pero frescas y algo frías por las noches. Sus límites altitudinales varían entre los 2200 y 3300 ms. n. m. aproximadamente. Este piso altitudinal comprende casi la totalidad del distrito de Acochaca; en esta parte se ubica la mayor parte de las áreas agrícolas (papa, olluco, oca trigo, cebada, maíz, etc) y ganadería tradicionales. Climáticamente es subhúmeda hasta ligeramente húmeda, debido a sus más bajas temperaturas y relación de evapotranspiración.

- Bosque húmedo montano tropical: Su límite inferior alcanza los 3300 m s. n. m. Y su límite superior los 3700 m s. n. m. Son tierras que se dedican a la agricultura, pastoreo y ganadería. Registra una precipitación{on pluvial de 500 a 1200 mm/año. Presenta condiciones propicias para campañas de forestación y reforestación, actividad que se realiza en el distrito de Chacas con colaboración de la parroquia de Chacas.

- Páramo muy húmedo subalpino tropical: Se extiende desde los 3800 a 48000 m s. n. m. Es apta exclusivamente para el pastoreo, su vegetación natural comprende desde gramíneas hasta árboles de mayor tamaño como los Kenuales, clima es frígido y húmedo.

- Tundra pluvial alpino tropical: Caracterizada por pertenecer a zonas elevadas, accidentadas y frígidas.

- Nival tropical: Zonas muy frígidas (montañas nevadas) cuya altitud está sobre los 4.800 m s. n. m.

### Hidrografía
La mitad del territorio distrital se ubica dentro del parque nacional Huascarán, declarado Patrimonio de la Humanidad en 1985. Este territorio bastante agreste, tiene treinta y ocho lagunas y catorce picos nevados a los que se tienen acceso desde las ciudades de Chacas, Pampash, Huallin, Rayán, Cochas y Huecroncocha.

#### Montañas
- Perlilla: Con 5587 m s. n. m., se ubica al sur, tiene un área nevada superior a 40 km², de los cuales, 25 km² pertenecen a la meseta norte que debido a su inclinación no mayor a 40°, es adecuada para la práctica de deportes de invierno.[7]

- Contrahierbas: Hace de límite natural entre las provincias de Carhuaz y Asunción. En las inmediaciones de su pico sur se encuentra el túnel Punta Olímpica a 4732 m s. n. m.

- Copa y Hualcán: Con 6188 y 6122 m s. n. m. respectivamente, pertenecientes al mismo macizo y son las montañas más altas del distrito. Sus caras orientales poseen rutas de ascensión de alta dificultad, algunas hoy en día siguen sin exploración. La verticalidad de sus paredes no permite la acumulación de nieve, lo que hace del andinismo una mezcla extrema de escalada en roca y nieve. La plataforma mayor es apta para el esquí de travesía con áreas de nieve superiores a 40 km².

- Ulta y Poroquingua: Ubicados al sur del macizo Contrahierbas. El Poroquingua es uno de los picos del Ulta, y es atravesado por el Túnel Punta Olímpica, además la ruta AN-107 recorre este macizo en su totalidad. Es el glaciar que más retroceso ha tenido en los últimos cincuenta años. En 2011 se marcó una distancia de 1100 m desde la laguna Cancaragá ubicada a 4661 m s. n. m. hasta su límite actual a 5010 m s. n. m.

- Paccharaju, Bayoraju, Rataquenua, Chaqchipunku y Yakuhuarmi: Ubicadas en el extremo suroeste de la provincia, poseen picos de ascensión media y sencilla.

- Italia: Fue bautizada así en 2003 por una expedición conformada por alpinistas italianos y chacasinos.

- Huichganga y Camchas: Son los picos más orientales del macizo Contrahierbas, debido a su baja altitud, el Camchas retrocede a razón de quince metros por año.
- Cuncashgaga: Es un cuello volcánico con 600 metros de altitud, ubicado al este de Chacas, su cumbre alcanza los 4500 m s. n. m. y desde esta se puede observar toda la cordillera Blanca.

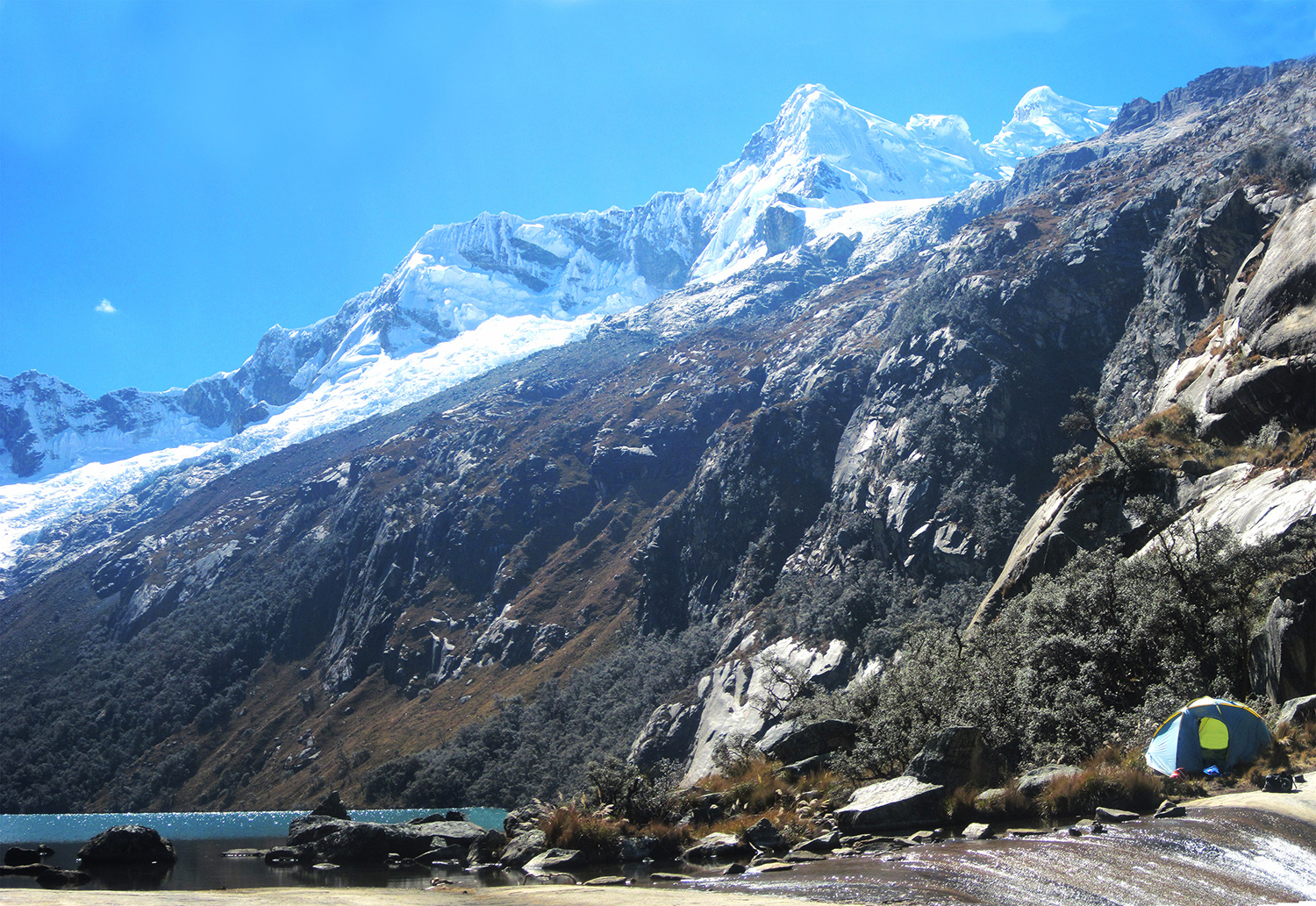
Hualcán (6122 m s. n. m.)
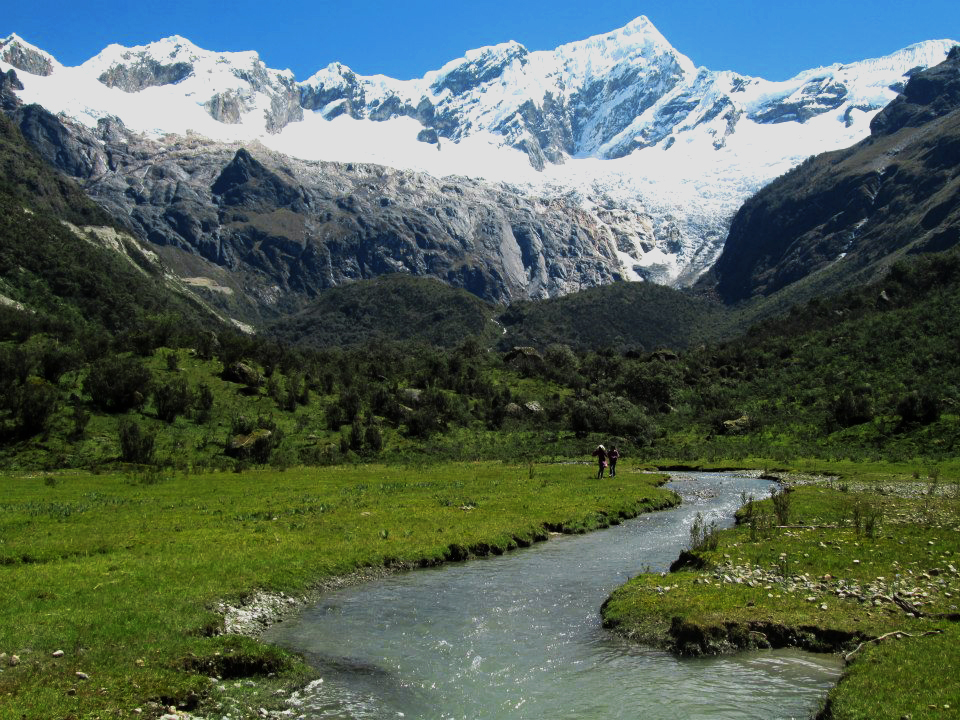
Contrahierbas (5956 m s. n. m.)
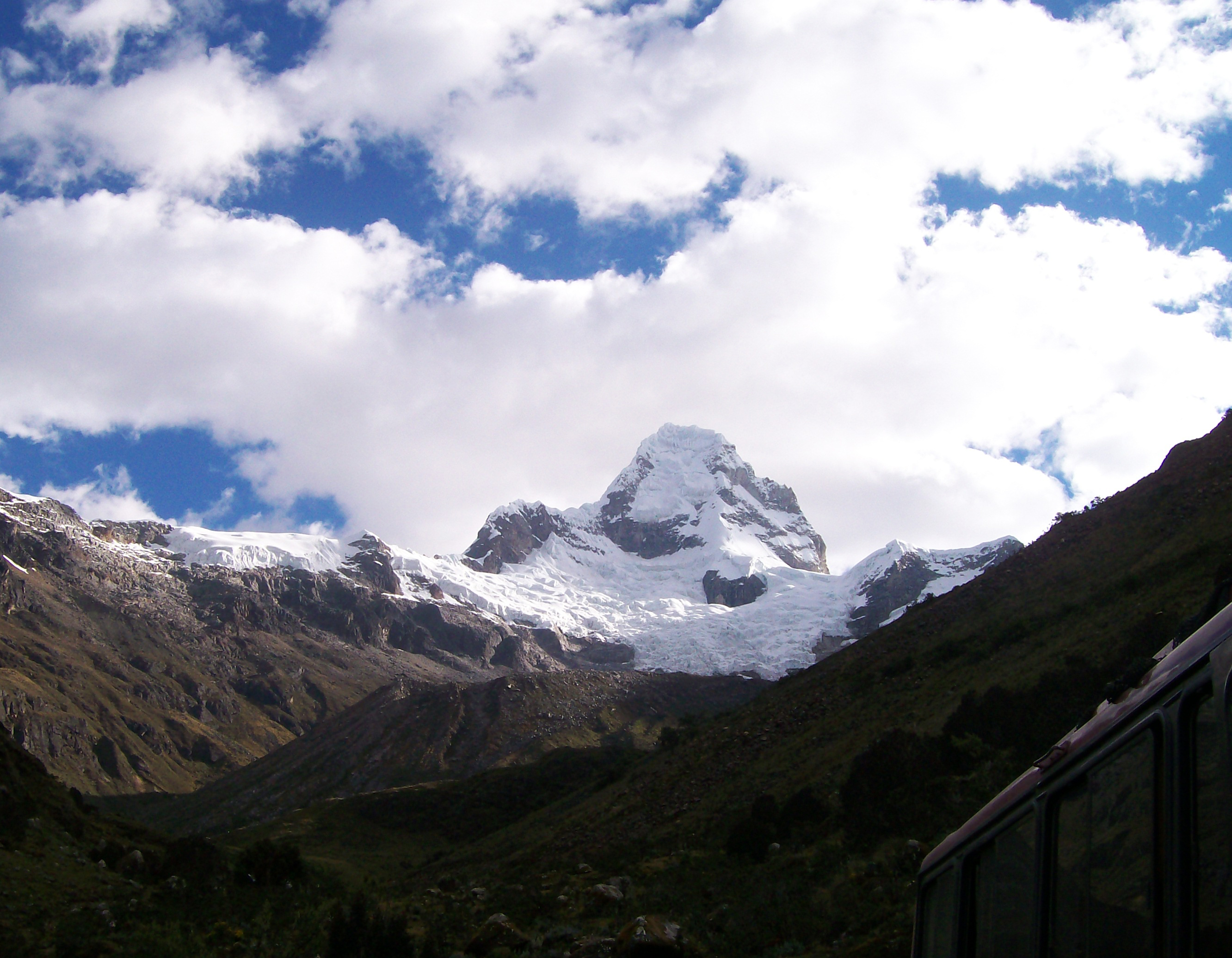
Ulta (5875 m s. n. m.)
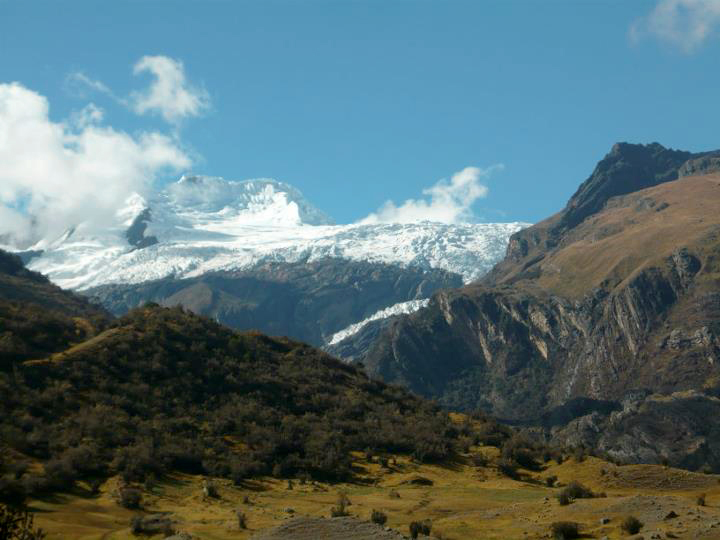
Perlilla (5587 m s. n. m.)

#### Lagunas
El territorio distrital tiene cincuenta y dos lagunas avenadas por glaciares de la Cordillera Blanca, manantiales y precipitaciones. Muchas se encuentran a pocas horas en auto desde el pueblo. Las más destacadas son Cancaragá, Pacarisha, Belaúnde, Librón, Yanarraju y Ventanilla (la más grande de la provincia, con 2 km de longitud).
Librón, que se ubica a 4558 m s. n. m. es la segunda laguna más grande con 1,5 km de largo y 300 m de ancho: Cancaragá y Belaúnde son las más accesibles por estar ubicada a pocos metros de la carretera Carhuaz-Chacas a 4651 m s. n. m.

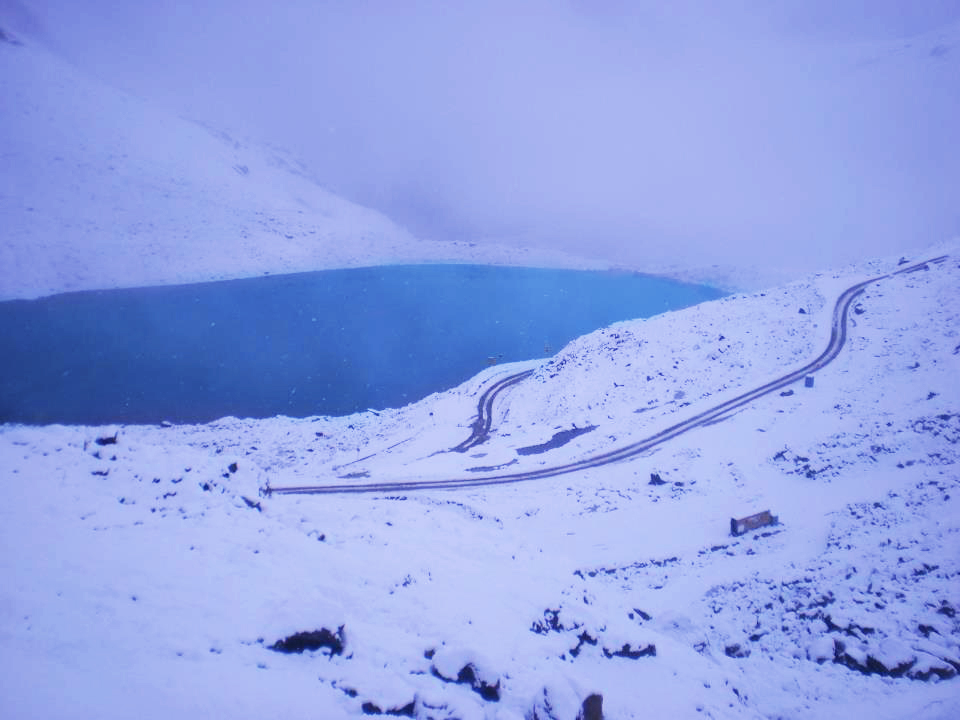
Cancaracá chico o Belaúnde (4700 m. s. n. m.)
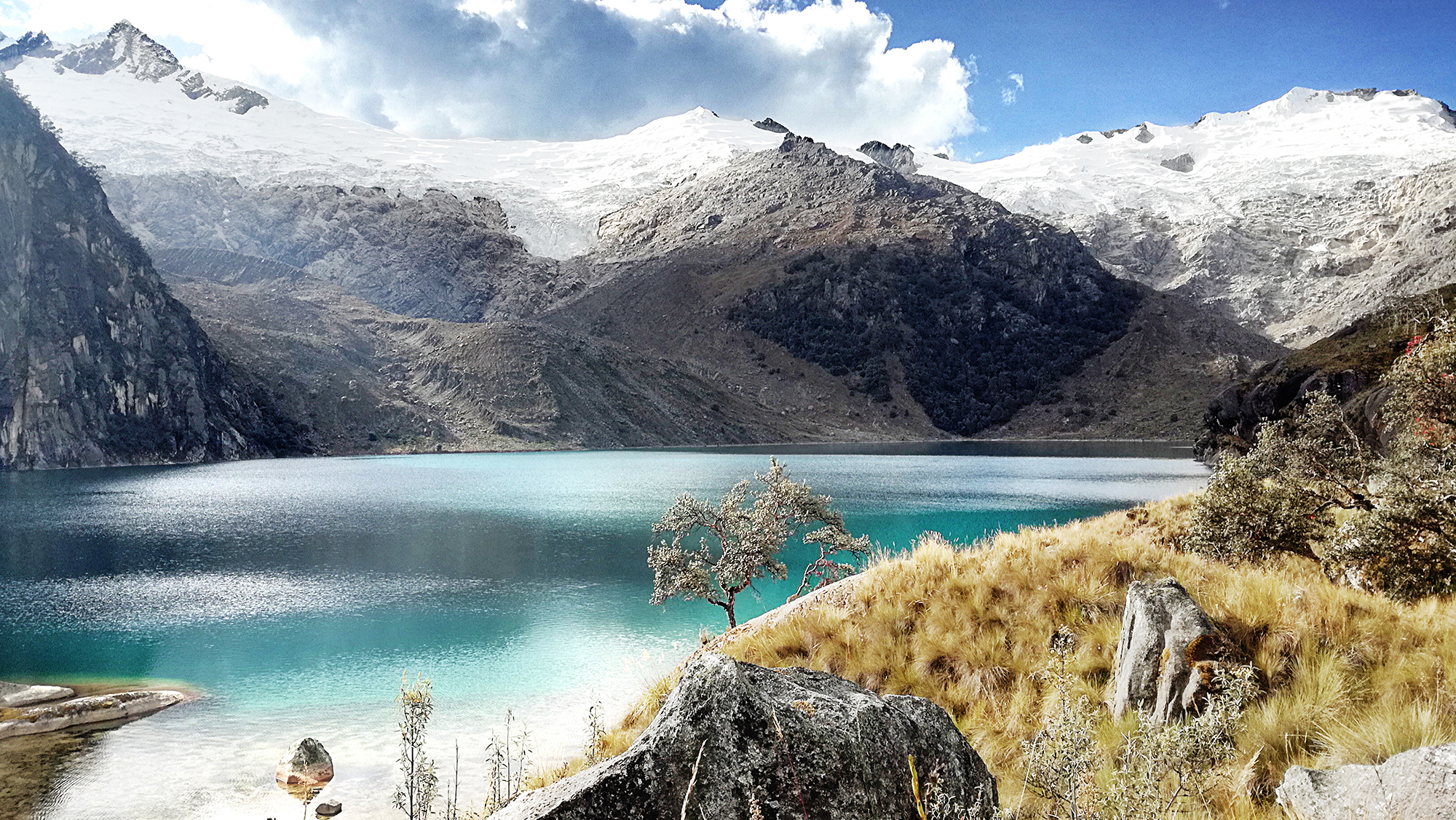
Librón (4300 m s. n. m.)
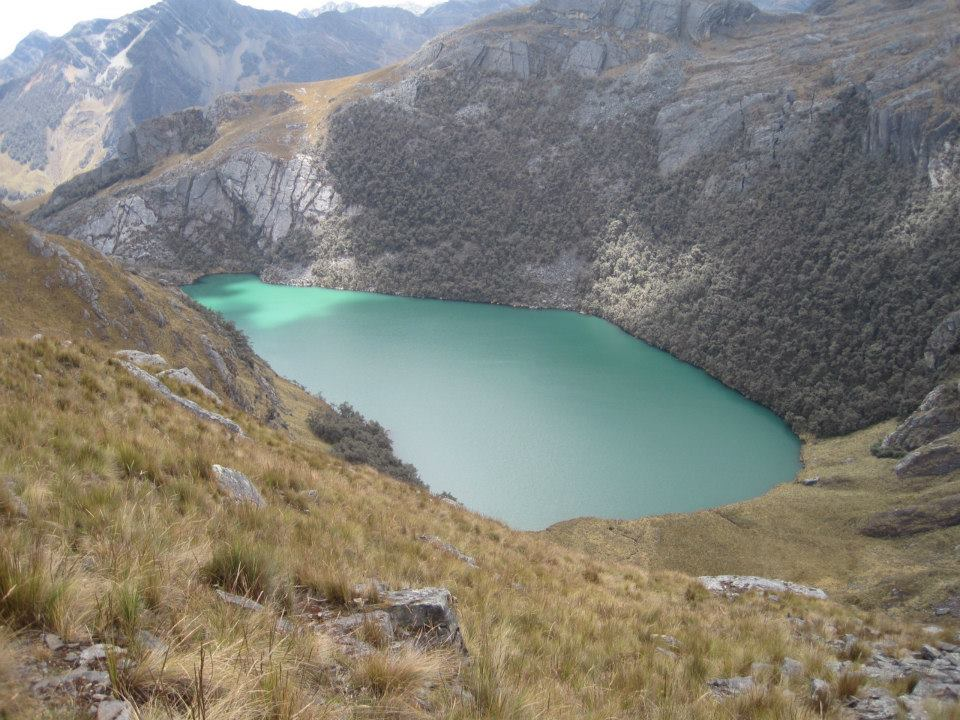
Pacarisha (4200 m s. n. m.)
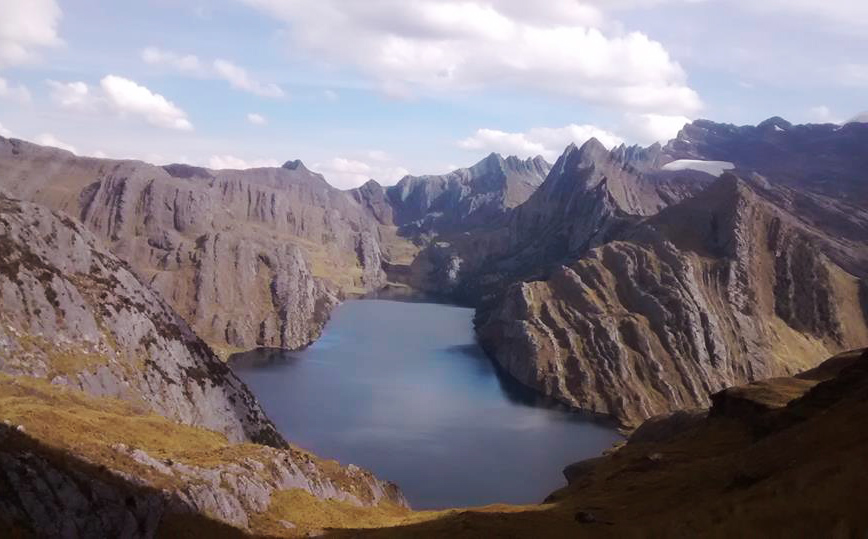
Ventanilla (4300 m s. n. m.)

## Autoridades

### Regionales
- Consejero regional
  - 2019-2022:[8] Jorge Antonio Noriega Cortez, del Partido Democrático Somos Perú.

### Municipales
- 2023-2026[8]
  - Alcalde: Bailón Pajuelo Blas, del Movimiento El Maicito
  - Regidores:

## Comunicaciones y transporte

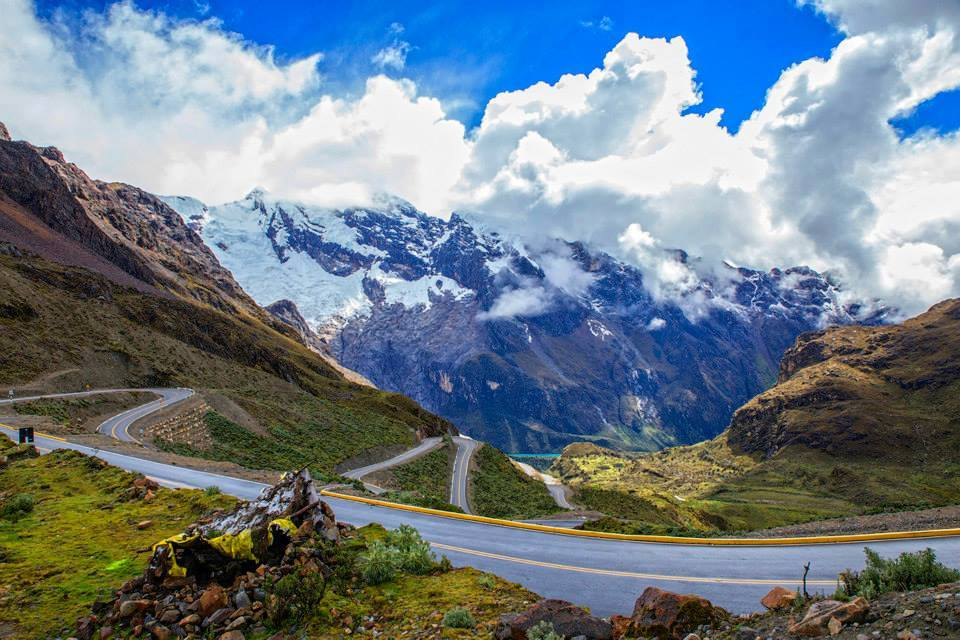
La ruta AN-107 es la vía más transitada entre la zona de los Conchucos y el Callejón de Huaylas por ser la única asfaltada.

### Transporte público
| Empresas con recorrido distrital e interprovincial | Empresas con recorrido distrital e interprovincial    | Empresas con recorrido distrital e interprovincial | Empresas con recorrido nacional | Empresas con recorrido nacional                                 | Empresas con recorrido nacional |
| Empresa                                            | Trayecto                                              | Salidas de Chacas                                  | Empresa                         | Trayecto                                                        | Salidas de Chacas               |
| -------------------------------------------------- | ----------------------------------------------------- | -------------------------------------------------- | ------------------------------- | --------------------------------------------------------------- | ------------------------------- |
| El Veloz                                           | Pomabamba- Piscobamba-San Luis-Chacas- Carhuaz-Huaraz | L/D: 5 a. m., 1 p. m.                              | Turismo Andino                  | Huari-San Luis-Chacas- Carhuaz- Huaraz- Pativilca-Lima          | L/D: 3 p. m. y 5 p. m.          |
| Renzo                                              | Pomabamba- Piscobamba-San Luis-Chacas- Carhuaz-Huaraz | L/D: 5 a. m., 1 p. m.                              | Sandoval                        | Huari-San Luis-Chacas- Carhuaz- Huaraz- Pativilca-Lima          | Lu., mi., sá.                   |
|                                                    |                                                       |                                                    | Chavin Express                  | Chavín-Huari- San Luis- Chacas- Carhuaz- Huaraz- Pativilca-Lima | Lu., mi., sá.: 5 p. m.          |

### Redes vehiculares y distancias
Chacas es la ciudad de la zona de Conchucos que esta mejor intercomunicada y más cercana a las grandes ciudades del Callejón de Huaylas. Viajar a Carhuaz (la ciudad más próxima del callejón) solo toma una hora en auto y dos horas en bus, mientras que a Huaraz, capital del departamento, dos horas en auto y tres en bus. Asimismo, el aeropuerto de Anta (que cubre vuelos semanales a Lima) solo se encuentra a media hora de Carhuaz. El tiempo de viaje de Chacas a estos puntos se redujo considerablemente gracias al asfaltado de la carretera regional AN-107, la principal vía de comunicación de la provincia. Debido a la geografía accidentada por la que recorre, la carretera tiene una restricción de velocidad de entre 40 y 50 km/h. Chacas también está comunicada con otras poblaciones cercanas mediante carreteras afirmadas complementarias o redes viales municipales que son mantenidas por la municipalidad provincial apoyada por los pobladores de las comunidades campesinas por las que recorren.

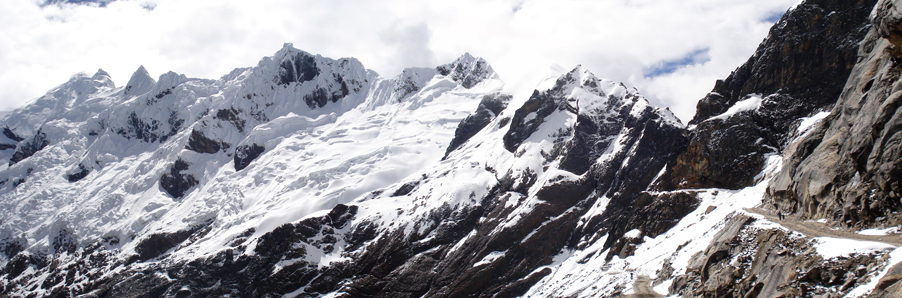
Zona de avalanchas de la carretera trasandina Punta Olímpica 4932 m s. n. m., el paso está ubicado en medio del pico sur del maciso Contrayerbas y el pico norte del nevado Cancaraca.

| Tipo                                                                  | Identificador | Denominación                       | Itinerario                                                                                               | Mapa |
| --------------------------------------------------------------------- | ------------- | ---------------------------------- | --- | ---- |
| Vía Regional (Red Básica).                                            | AN-107        | Carretera Carhuaz- Chacas-San Luis | Carhuaz- Shilla-Túnel Punta Olímpica- Huallin- Chacas- Jambón- Acochaca- Colcababamba -San Luis (AN-105) |      |
| Vías provinciales                                                     | P-3           | Carretera a San Luis               | Chacas-Macuash- San Luis                                                                                 |      |
| Vías provinciales                                                     | P-12          | Carretera a Sagacancha             | Chacas- Jambón- Sagacancha                                                                               |      |
| Vías provinciales                                                     | P-10          | Carretera a Chinlla                | Chacas- Jambón- Chinlla                                                                                  |      |
| Vías distritales                                                      | D-9           | Carretera a Pampash                | Chacas- Jambón- Viscas- Pampash                                                                          |      |
| Vías distritales                                                      | D-8           | Carretera a Atlante                | Chacas- Huallin-Atlante                                                                                  |      |
| Vías distritales                                                      | D-7           | Carretera a Juitush                | Chacas- Chacato- Juitush                                                                                 |      |
| Vías distritales                                                      | D-4           | Carretera a Tajshacuna             | Chacas- Goyllarhuanca -Tajshacuna                                                                        |      |
| Vías distritales                                                      | D-3           | Carretera a Patarcocha             | Chacas- Cochas- Patarcocha                                                                               |      |
| Vías distritales                                                      | D-2           | Carretera a Chucpin                | Chacas- Chucpin                                                                                          |      |
| Fuente: Catálogo de la red de carreteras de la provincia de Asunción. |               |                                    | |      |

## Servicios sociales

### Servicios de salud
La provincia de Asunción cuenta con tres establecimientos de salud. Del total, dos son Puestos de Salud, ubicados en el distrito de Acochaca; uno en el área urbana y otro en Sapcha que ocupa el área rural; a ambos Puestos de Salud se acceden por las vías provinciales, con algunas limitaciones de accesibilidad vial y de transporte.
El otro establecimiento de salud está ubicado en la ciudad capital, es el Hospital Mama Ashu, que fue creado por la parroquia, la misma que cuenta con el apoyo de la Operación Mato Grosso y del Movimiento Juvenil de Italia. También recibe el apoyo del Ministerio de Salud, ya que el centro de salud de Chacas ha sido integrado al hospital.
Este hospital recibe a pacientes de todas las edades y de todos los centros poblados de Asunción, así como provincias vecinas: Carlos Fermín Fitzcarrald, Huari, Antonio Raymondi, Mariscal Luzuriaga, Yanama, Pomabamba y Huánuco, amainando así el flujo de pacientes de la zona de Conchucos que tendrían que ir hasta el Hospital de Huaraz para ser tratados.
Se atienden emergencias, ya que está dotada con ambulancias debidamente equipadas. También efectúan cirugías ya que cuentan con salas de operaciones, sala de neonatología y de anestesiología. También cuenta con los servicios de radiología, ecografía, laboratorio, gineco obstetricia, fisioterapia, odontología, farmacia, Su equipamiento incluye cuarenta camas, servicios de lavandería, incineración, hospedaje, cocina, entre otros.
Los profesionales, técnicos y auxiliares que trabajan en la provincia son en total noventa y seis, de los cuales cinco son médicos, diez enfermeras, dos odontólogos, cuatro obstétricas, un biólogo, tres laboratoristas, y cuarenta y dos administrativos.

### Servicios de educación
Las instituciones educativas de la provincia, de acuerdo a la información de la UGE de Asunción, por niveles y modalidades suman cuarenta y seis.
La provincia cuenta con:
- 11 centros de educación inicial (dos privados).
- 24 del nivel primario (dos privados).
- 8 de educación secundaria.

Con convenios entre la parroquia de Chacas y a la OMG, Asunción cuenta con:
- Un centro de educación tecnológico con especialidades en: Enfermería, Arte de tallados en madera, Andinismo, Guías de Alta Montaña, Mecánica, Electricidad y Arqueología.
- Un centro de educación pedagógico.

El distrito con mayores centros educativos es Chacas (25) mientras que Acochaca cuenta con 21; distribuidos en las áreas urbanas y rurales.
Estos centros educativos albergan 4563 alumnos. En el Nivel Inicial 389; en el Nivel Primario; 1815; en el Nivel Secundario 2113 y en el nivel superior 210 alumnos.
El nivel secundario comprende el 46,31 % de la población escolarizada, ya que incluye la secundaria de adultos.
El nivel superior comprende el 4,6 % de la población de alumnos y solamente el 0,8 % son alumnos de nivel ocupacional.

## Demografía
Según el censo de población del 2017, la provincia contaba con 7378 habitantes. Esto representa una de las tasas de disminución demográfica más altas de la región, con un índice de 15 % respecto al anterior censo, en el que se registraron 9054 habitantes.
| Censo de 1993 | Censo de 2007 | Censo de 2017 | 2025 |
| ------------- | ------------- | ------------- | ---- |
| 7100          | 9054          | 7378          | 7300 |

## Economía

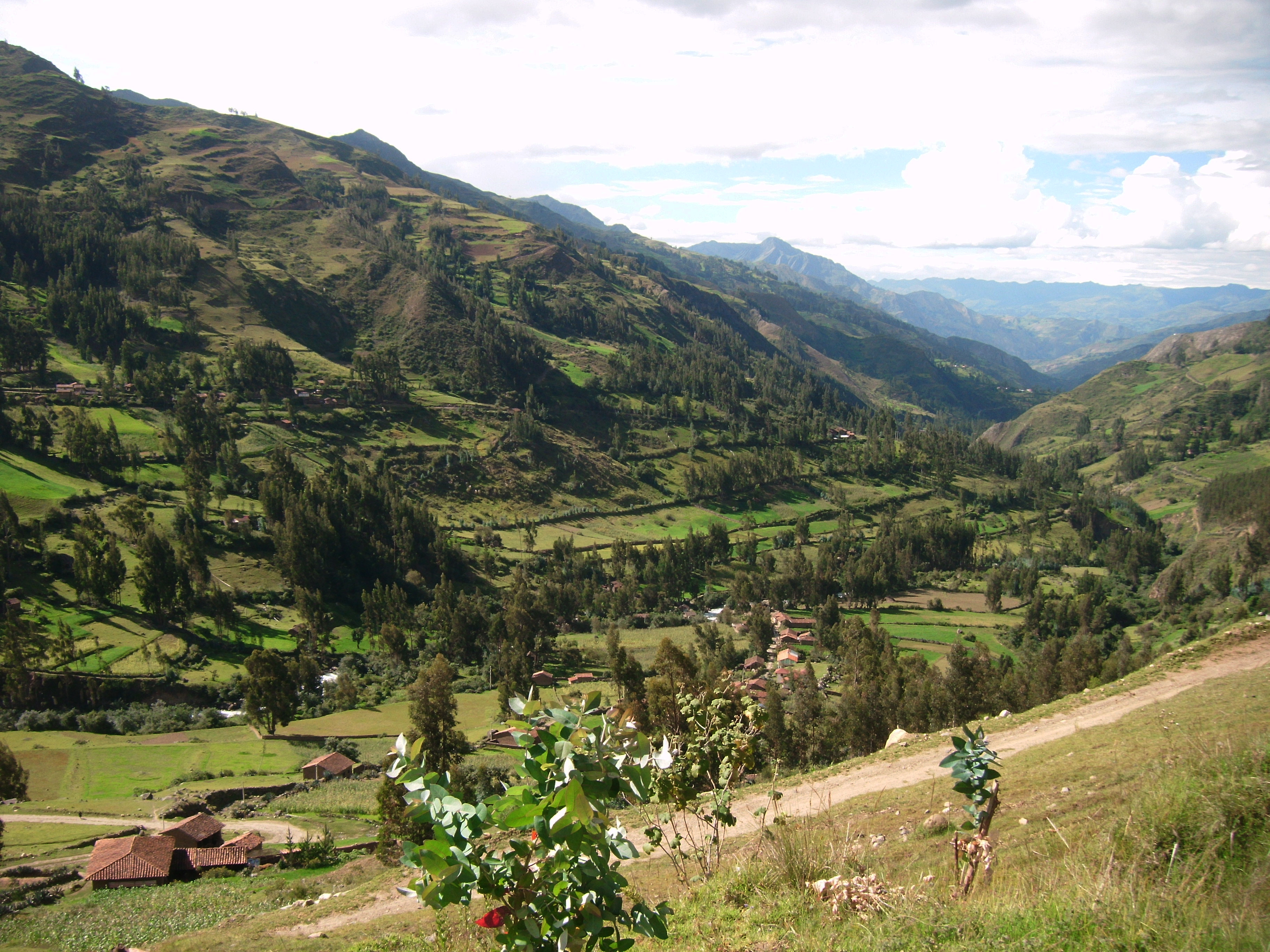
Centro poblado de Chucpin, al norte de Chacas

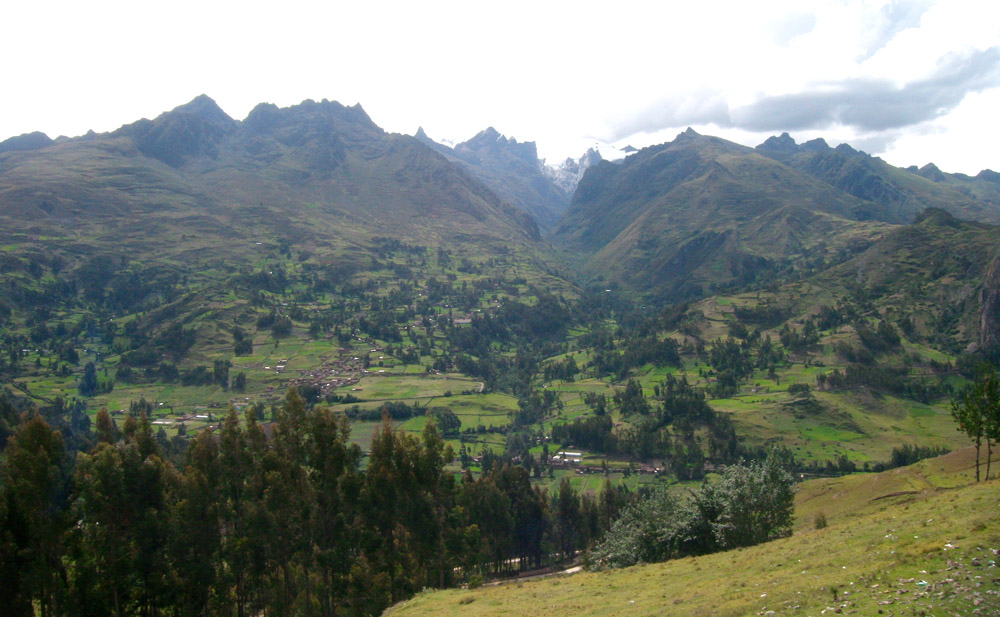
Zonas agrícolas de Jambón y Pampash

### Ganadería y agricultura
Las zonas ganaderas están estrechamente vinculadas a las áreas con pastos. Es así que en la provincia de Asunción, el distrito que cuenta con mayor cantidad de pastos es Chacas con 11 381 ha.
La existencia de áreas con pastos contribuye en poca medida a la producción pecuaria, ya que esta es muy baja en cantidad y calidad, debido a la escasez de áreas propicias que permitan un desarrollo adecuado de la ganadería en la zona, además de la falta de animales de raza y el escaso apoyo técnico para la crianza de vacunos y ovinos así como la inexistencia de la industria de derivados de la leche (solo se conoce la producción de la parroquia).
De acuerdo con la información registrada en el Atlas de la Pequeña Minería en el Perú-2000-MEM, en los distritos de la provincia se registran reservas importantes. Se tiene en Chacas 1500 t de reservas metálicas, 41.500 t de polimetálicos; mientras que en Acochaca solo se registra 5000 t de polimetálicos.

### Bosques
Pese a ello, en grandes áreas de la zona altoandina (4000 m s. n. m.) las especies forestales nativas no forman parte del paisaje, en muchos casos solo encontramos pequeños relictos y rodales dispersos de especies que se encuentran en vías de extinción y que siguen siendo fuertemente presionados por la gran necesidad especialmente de madera y leña que demandan las comunidades altoandinas.
Especies forestales altoandinas presentes en la provincia:
- Polylepis racemosa, quinual; Buddleja coriacea, colle, kishuar, Polylepis incana, queñua, yagual; Cassia tomentosa, mutuy, motuy, tanquis; Escallonia resinosa, chachacomo, orko chachacoma; Alnus jorullensis, aliso, huayau, lambrán; * Buddleja incana, quishuar, quishuara; Caesalpinia spinosa (Molina) Kuntze, tara, taya, tanino; Gynoxys oleifolia Musch, japur, japru; Schinus molle L., molle; Sambucus peruviana HBK, sauco, layan.

### Zonas industriales
En los últimos años, la industria ha cobrado cierta importancia con la participación de la parroquia, ya que han instalado una fábrica de vitrales (la única en América del Sur), de tejas, talleres de carpintería, soldadura, mecánica y telares. Estas fábricas poseen infraestructura industrial y cuentan con maquinaria que usa energía eléctrica, cuyas centrales han sido también instaladas por la parroquia. La producción de los derivados de la leche como el Queso, es generada únicamente por la parroquia en mínima escala.
Central hidroeléctrica Collo y Jambón
Cada una de estas centrales hidroeléctricas genera 700 kW y no solo sirven a las industrias. Sino también proveen de energía eléctrica a toda la provincia de Asunción, así como también a la provincia de Carlos Fermín Fitzcarrald, beneficiando en su totalidad a cuatro mil familias.
Cooperativa Don Bosco
La industria de los tallados en madera y telares creados y organizados por la parroquia, además de brindar capacitación y puestos de trabajo a jóvenes y adultos de ambos sexos, permite activar en cierta medida la economía de la provincia así como el servicio de transporte.
La fabricación de muebles y tejidos tienen como destino, básicamente los mercados de Europa (Alemania, España, Francia e Italia), Estados Unidos y Argentina; y algunos puntos del país atendiendo pedidos expresos en Lima y Cuzco

### Patrimonio cultural

#### Música
El huayno ancashino o «chuscada» ejecutado por guitarras, bandolinas y violines, es el género que destaca y que ocupa gran parte del repertorio musical en la ciudad. Su práctica se remonta hacia finales del siglo XVIII, cuando la población criolla y mestiza de la sierra central ancashina terminó mezclando instrumentos propios de la música andina con instrumentos europeos. Para finales del siglo XX, este género, caracterizado por su alegría y energía, terminaría desplazando al vals, y la música de salón.
Desde la década del 2010 se viene expandiendo el subgénero chimayche originario de Vilcabamba, Piscobamba, caracterizado por un ritmo con pocas pausas y ejecutada básicamente en la nota si y ocasionalmente en re. No existen agrupaciones chacasinas que ejecuten este género, siendo necesaria la presencia de artistas del norte de Áncash para poder ser puesta en escena.

#### Danzas

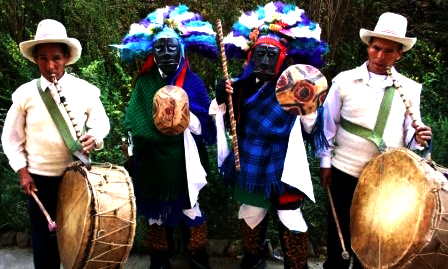
Bailarines del mozo danza

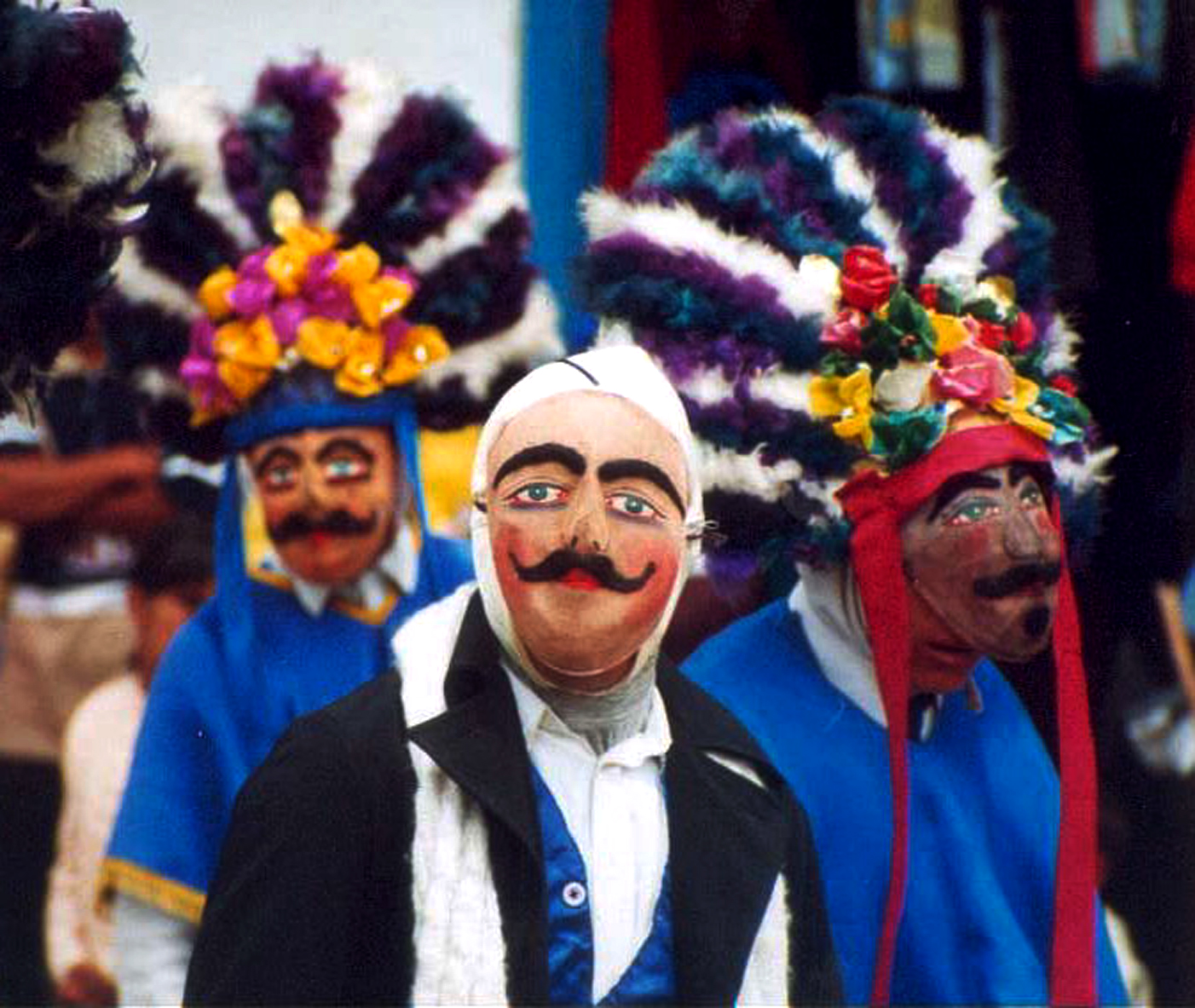
Danzantes del paso huanquilla

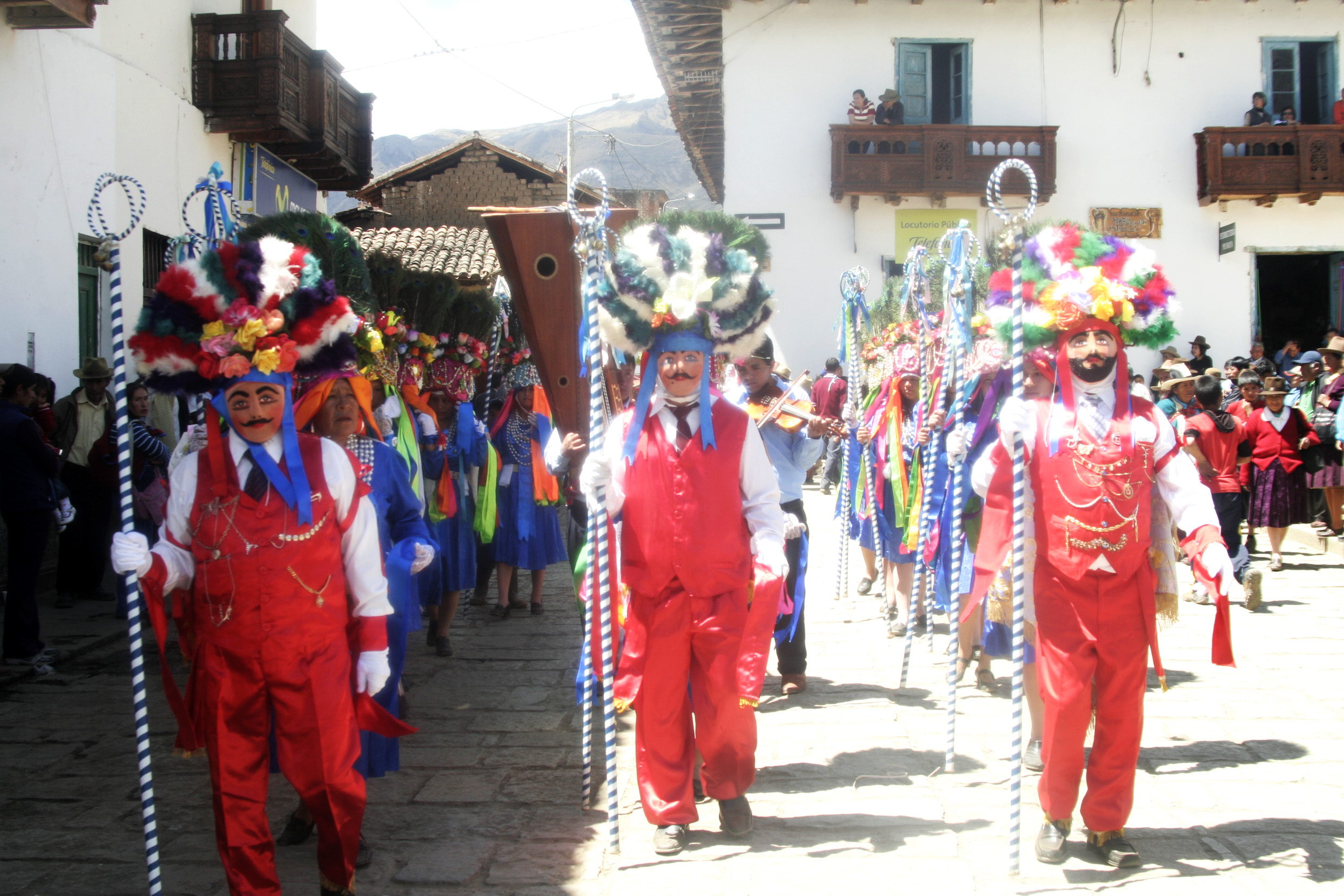
Anti runa, danza ritual de Chacas

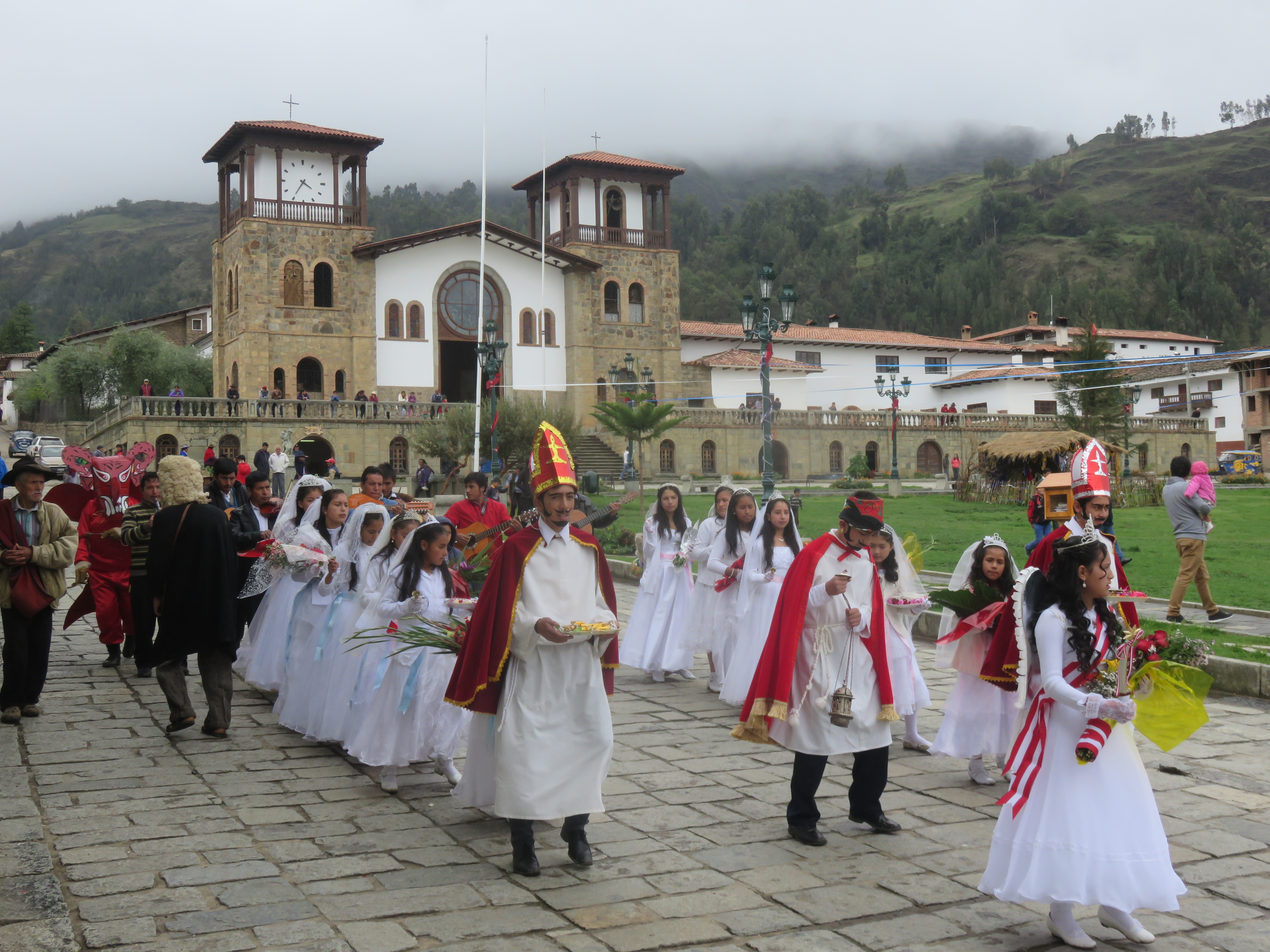
Presentación de los Reyes Magos en 2017

Todavía tienen vigencia danzas de origen pre inca e inca como el anti, huanquilla, yayu y mozo danza. Sin embargo, otras danzas como el ki yaya y chu llullu, están dejando de practicarse debido a los prejuicios sociales y religiosos a los que son sometidos por parte de los pobladores urbanos.
- Mozo danza: Declarada Patrimonio Cultural de la Nación en 2009. Es una danza ritual guerrera preínca originaria del distrito de Chacas y extendida a la provincia de Huari. Es ejecutada por una pareja masculina cuyo marco musical es provisto por una caja o tambor y una flauta vertical, tocadas por un solo músico.[13] Actualmente se presentan durante las festividades del Corpus Cristi.[14]

Declara Patrimonio Cultural de la Nación a la expresión Mozo Danza de la provincia de Asunción, región Áncash, en tanto que, por sus antecedentes ancestrales, la originalidad y riqueza de sus mudanzas y de su vestuario, así como por el profundo sentimiento de identificación colectiva que infunde en la población de Chacas, constituye una valiosa expresión del patrimonio inmaterial de Áncash que contribuye a la afirmación de la identidad colectiva regional y nacional.
 Texto declaratorio de Patrimonio Cultural en 2009.

- Paso huanquilla: Declarada Patrimonio Cultural de la Nación. Es una danza grupal masculina conformada por once personas: un caporal, dos guiadores y ocho bailarines que van tras los guiadores, denominados Traseros. La vestimenta del caporal se diferencia de los demás por llevar un sombrero en lugar de una monterilla de plumas y una levita o frac que en los demás solo es un chaleco de seda roja o azul.[16]

Declara Patrimonio Cultural de la Nación a la danza Paso Huanquilla en tanto se trata de una representación que, por su historia, la originalidad de su coreografía y de su música, constituye un valioso elemento del patrimonio cultural inmaterial de la región Áncash que contribuye a la afirmación de la identidad colectiva regional y nacional.
 Texto declaratorio de Patrimonio Cultural en 2009.

- Anti runa: Es una danza ritual conformada por siete mujeres y tres varones. Los danzantes varones llevan las mismas vestimentas con monterillas, máscaras y una vara con cascabeles de dos metros de alto; las bailarinas por otra parte, muestran una gran monterilla de forma cilíndrica confeccionada de plumas de pavo real, un vestido azul, rojo o guinda, muchos collares y una vara de la longitud antes descrita, que van golpeando contra el suelo.[17]

- Llallu: Conformada por seis mujeres y tres hombres. Bailan al son de las cajas y de la flauta. Llevan monteras multicolores, máscaras de badana color oscuro. En la mano derecha, hombres y mujeres llevan el shucshu, un palo largo en cuya punta pende una canastilla llena de cascabeles de bronce. Los llamados Yayu Rima se visten con trajes de seda fina, pañolones a manera de capa, en la cabeza un llamativo sombrero llamado pastorilla, está adornado con flores artificiales y perlas a gargantilla cubierto con un tul fino.[18]
- Killalla. Danza ritual conformada por mujeres.
- Pallas y Pizarro: Ambas son danzas individuales, pero complementarias, ya que teatralizan el rapto de las ñustas por los conquistadores españoles. Su práctica se está dejando de lado desde hace varios años. El conjunto puede estar formado por cuatro a seis mujeres, las cuales bailan y cantan al son de los músicos. Las pallas están ataviadas lujosamente, con pechera bordada, un cetro de plata o champi y un manto bordado; diademas de perlas, que como flequillos les cubre el rostro. Collares, blusas de pechera bordada, trajes de seda y pañuelos complementan su vestimenta.[19]

- Negritos y negritas de Mama Ashu: Esta danza es llevada a cabo por doce varones o mujeres que llevan ropajes negros. Llevan, además, una banda de cintas de colores, un bastón, una campanilla y un sombrero con flores. El jefe de la cuadrilla llamado Chiwa Shapra ‘barba de chivo’ lleva en la mano un chicote (látigo) con el que golpea fuertemente el piso, abriendo paso para los danzantes.[18]

- Negritos del niño Jesús: Son grupos de niños de entre cinco a doce años que adoran al niño entonando villancicos durante las fiestas navideñas. Se presentan tres grupos, diferenciándose cada uno por el color de los trajes satinados: celeste, rosado y blanco. Los grupos están conformados por dos filas de siete varones y dos mujeres al final de cada una. Son guiados por un caporal (generalmente el mayor de todos) y acompañados por violín y arpa.[20]

- Angelitos: Es un grupo de veinticuatro niñas distribuidas en dos filas, vestidas de blanco con tiaras y alas. Cantan al compás de sus campanillas de bronce y acompañadas por un grupo de músicos que incluyen a dos guitarras, un tambor, un violín, un charango y una quena.[21]

- Reyes Magos: Son doce parejas de niñas y jóvenes que acompañan a los Reyes Magos camino al templo para la adoración del Niño Jesús.

#### Festivales

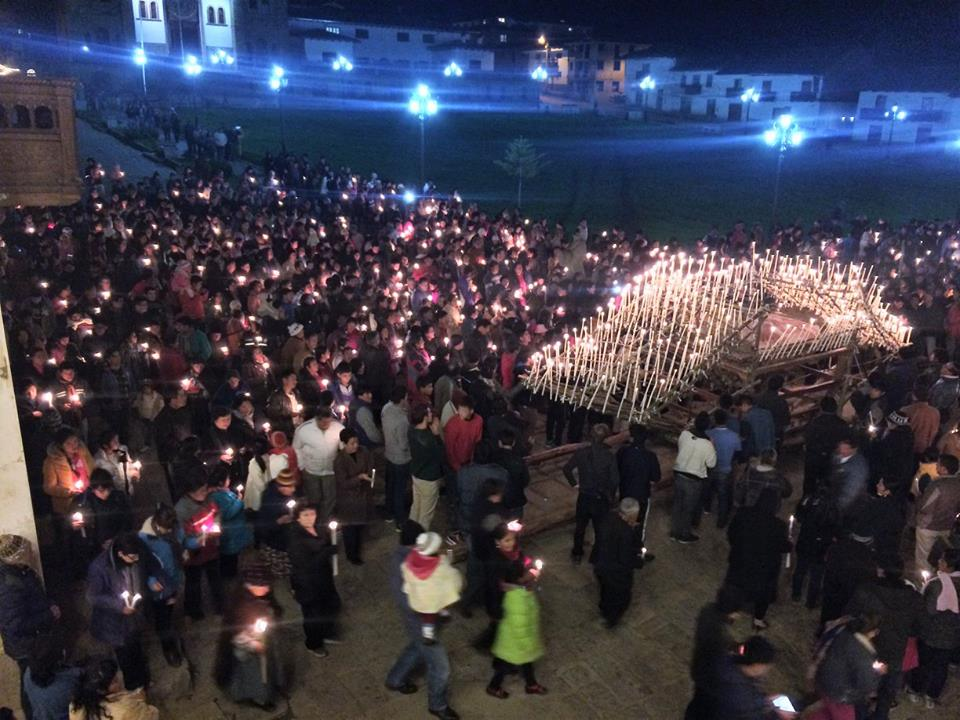
Procesión del Viernes Santo

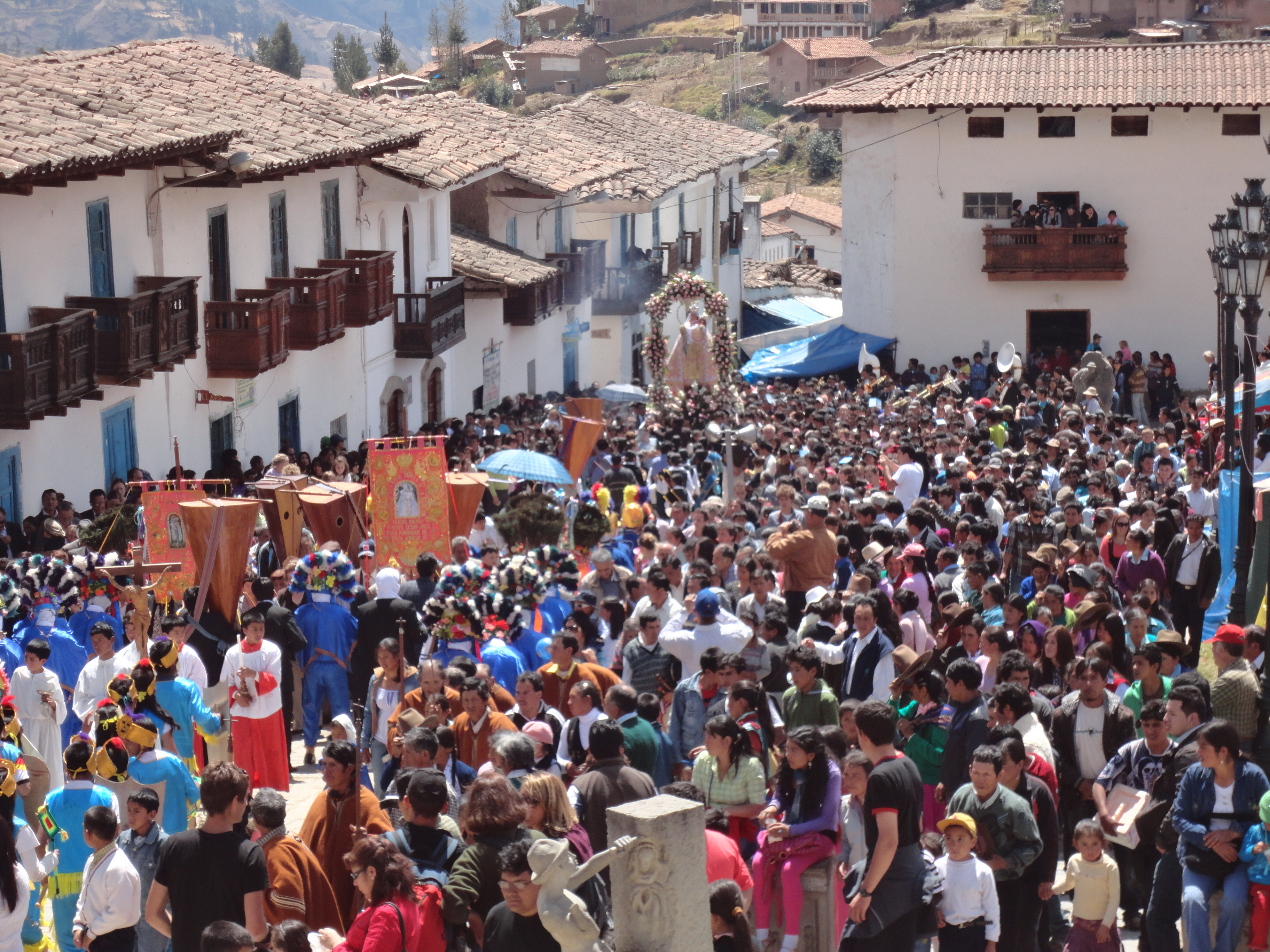
Procesión de la Virgen de la Asunción en el día central

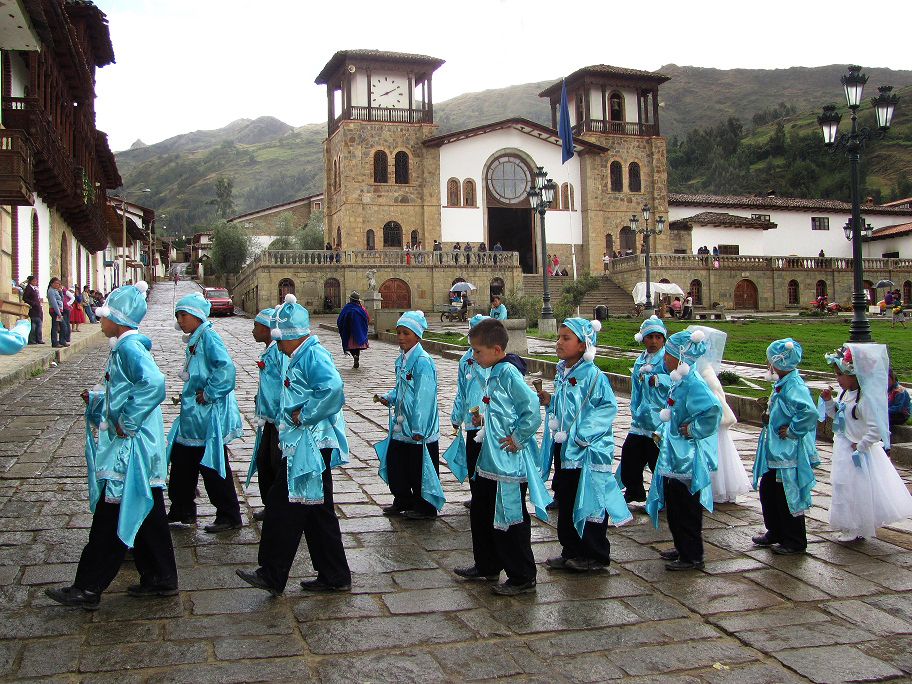
Los Negritos de Chacas adoran al niño Jesús entonando villancicos

- Bajada de Reyes (6 de enero): Un grupo de niños interpretando a los Reyes y acompañados por las ángeles acuden a adorar al Niño Jesús. Durante su recorrido por las calles principales de la ciudad, tratan de ser detenidos por la representación del diablo.[22]

- Semana Santa (marzo-abril): El Domingo de Ramos. La imagen de Jesús montado en burro es acompañado por los fieles desde Ramos Jirca hasta el Santuario. El Jueves Santo, en el Santuario Mama Ashu se colocan las imágenes a escala real de Jesús y sus discípulos simbolizando a la última cena. La mesa se encuentra finamente ornamentada y adornada por ricos manjares de la zona. Luego, se ejecuta el lavado de los pies como ejemplo de servicio que Jesús hizo hacia los demás. Se proyectan vídeos de la vida y muerte de Jesús y se traslada al cristo crucificado desde el transepto oeste hacia la nave central del Santuario Mama Ashu para ser crucificado mientras su historia es narrada por el sacerdote de turno. Posteriormente la imagen es trasladada al Santo Sepulcro y llevada en procesión por las por las calles de la ciudad.[22]

- San Antonio de Padua (13 y 14 de junio): Fiesta patronal del barrio de Atusparia, se celebra con una corrida de toros y un día central donde se presentan dos danzas.
- Corpus Christi: Todos los santos de la provincia son trasladados a Chacas acompañados de sus respectivas delegaciones, los cuales organizan almuerzos y presentan bailarines del Mozo Danza que escoltan a su santo durante el trayecto desde el centro poblado de origen hasta el Santuario de Mama Ashu.
- Semana Turística de Chacas (6 al 12 de agosto): Instituida en 2012, presenta ferias gastronómicas y artesanales en la plaza mayor y actividades deportivas de aventura en el patrimonio natural de la provincia.[22]

- Virgen de la Asunción(13 al 22 de agosto):

Celebrada desde la década de 1710. Es la fiesta mayor de la provincia, en honor a la virgen de la Asunción. Realizada voluntariamente por varias familias y allegados.
Las celebraciones inician el día 13 con el tradicional Rompe Calle, en el cual participan varias danzas costumbristas anunciando el inicio de las festividades por las calles principales de la ciudad. En la madrugada del día 14, se realiza la solemne Bajada de la Virgen desde el retablo al anda de procesión mientras se celebra la primera misa. Ya en la noche, se queman fuegos artificiales mientras se baila al compás de una banda de músicos.
El día 15, se realiza la segunda misa y la procesión de la virgen a cargo del alférez, quienes luego invitan a un almuerzo popular en su residencia. Al anochecer se queman fuegos artificiales para anunciar el aniversario del colegio nacional Amauta Atusparia cuya celebración se llevará a cabo durante todo el día 16 con programación que incluye danzas y teatro a cargo de sus alumnos.
El día 17, se celebra la procesión de la virgen y en la tarde se da inicio a la carrera de cintas a caballo, donde los jinetes asuncenos y visitantes se baten en competencia de galope para lograr insertar una pica en la argolla de la cinta que lleva el nombre de una señorita de la provincia.
Los días 18 y 19, luego de celebradas sus respectivas vísperas con fuegos artificiales y sendas procesiones, se da inicio a las tardes taurinas que se celebran en la plaza de armas de Chacas con ganado local. Finalmente, el día 22, se realiza la última procesión que culmina con una misa y la Ascensión de la Virgen al retablo hasta el próximo año.
- San Miguel de Chinchurajra (28 al 30 de septiembre): Se celebra en el centro poblado de Chinchurajra, ubicado a 20 minutos al norte de Chacas. Es después de la fiesta patronal de Mama Ashu, la que mayor gente congrega. Se celebra con una carrera de cintas y dos corridas de toros y las festividades se extienden durante cuatro días.

- Navidad (24 y 25 de diciembre): Adoración del niño Jesús por los Negritos y Angelitas, quienes recorren las calles de la ciudad entonando villancicos.[22]

- Aniversario de la provincia (30 de diciembre): La municipalidad provincial organiza una víspera con fuegos artificiales, una tarde taurina y actividades deportivas en Chacas y Acochaca.[22]

#### Gastronomía

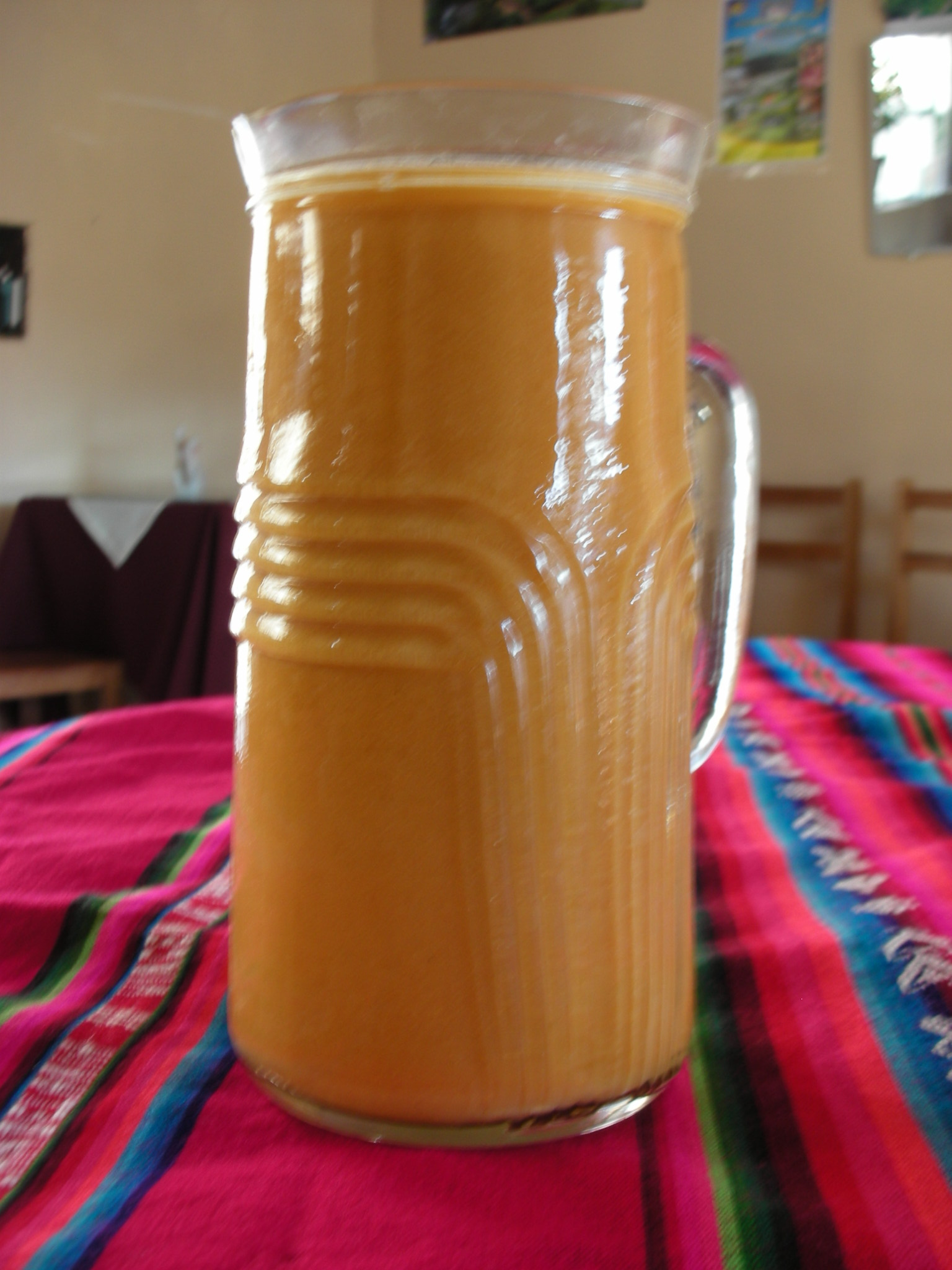
Chicha de jora

La cocina asuncena ofrece una gran variedad de platos. Numerosos platos tradicionales de Chacas son compartidos con el resto de la gastronomía conchucana y en gran parte del Callejón de Huaylas. Destacan el picante de cuy, que consiste en cuyes enteros fritos en parrilla u horno que se sirven con papas sancochadas y una salsa de ají amarillo con ají panca. Es común que este plato solo se sirva en ocasiones especiales. También destaca el puchero ancashino que es herencia de la cultura andaluza y que es preparado a base de col o repollo, con carne de res, ovino o chancho para servirse con hierba buena u orégano.
También resalta el jitqa picante, que es yuyo revuelto con papas tiernas sancochadas con crema de ají; el timpush o «santo caldo», un caldillo con hierbas aromáticas, abundantes huevos y con ají ligeramente tostado. Todos estos platos suelen ser acompañados con el «api» que es un dulce preparado con calabaza, cáscara de naranja y chancaca. Mientras que la bebida principal es la chicha de jora, ampliamente reconocida en la gastronomía andina. En el ámbito urbano es muy conocido el café chacasino durante las tardes de lonche, esta bebida es acompañada con pan y queso freso o añejo producido en la queserías Don Bosco de Chacas y San Luis.